# Sol (Madrid)
Sol es uno de los seis barrios administrativos que conforman el distrito Centro de la ciudad de Madrid. Comprende la Puerta del Sol, donde se encuentran la sede del Gobierno de la Comunidad de Madrid y el kilómetro cero de las seis carreteras radiales de España. Ocupa el último puesto de población del distrito con 7422 habitantes y una densidad de 16 868 hab./km².

## Geografía

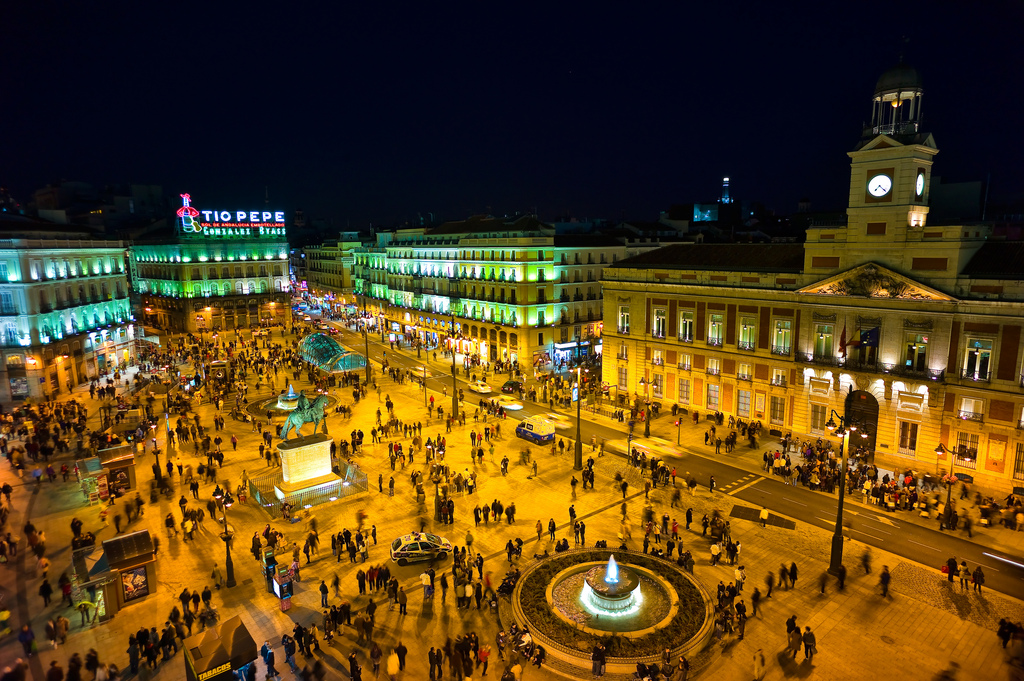
Vista nocturna de la Puerta del Sol

Está situado justo en el centro del distrito, limitado al norte por Universidad, al nordeste por Justicia, al este por Cortes, al sur por Embajadores, y al oeste por Palacio.
En cuanto a calles, desde el norte y en el sentido de las agujas del reloj, está limitado por Jacometrezo, plaza del Callao, Gran Vía, Clavel, Virgen de los Peligros, Sevilla, plaza de Canalejas, Cruz, plaza de Jacinto Benavente, Concepción Jerónima, plaza de Puerta Cerrada, Cuchilleros, Fuentes, Arenal, Costanilla de los Ángeles y la Plaza de Santo Domingo.
La Puerta del Sol está a 2,23 km de la ribera del Manzanares y a 12,39 km del aeropuerto de Madrid-Barajas. Está situada en una llanura situada a 650 m sobre el nivel del mar.

## Transportes

### Cercanías Madrid
La estación de Sol (C-3 y C-4) da servicio al barrio.

### Metro de Madrid
Debido a que es un barrio pequeño, no posee muchas estaciones de metro. Sin embargo, las mismas son de las más importantes de la red. Las estaciones que dan servicio al barrio son Sol (L1, L2, L3), Sevilla (L2), Gran Vía (L1, L5) y Callao (L3, L5).

### Autobuses
| Línea | Terminales                                 |
| ----- | ------------------------------------------ |
| 1     | Cristo Rey – Prosperidad                   |
| 2     | Manuel Becerra – Reina Victoria            |
| 3     | Puerta de Toledo – San Amaro               |
| 5     | Sol/Sevilla – Estación de Chamartín        |
| 6     | Jacinto Benavente – Orcasitas              |
| 9     | Sevilla – Hortaleza                        |
| 15    | Sol/Sevilla – La Elipa                     |
| 17    | Plaza Mayor – Colonia Parque Europa        |
| 18    | Plaza Mayor – Villaverde Cruce             |
| 20    | Sol/Sevilla – Pavones                      |
| 23    | Plaza Mayor – Villaverde Cruce             |
| 26    | Tirso de Molina – Diego de León            |
| 31    | Plaza Mayor – Aluche                       |
| 32    | Jacinto Benavente – Pavones                |
| 35    | Plaza Mayor – Carabanchel Alto             |
| 36    | Atocha – Campamento                        |
| 44    | Callao – Marqués de Viana                  |
| 46    | Sevilla – Moncloa                          |
| 50    | Plaza Mayor – Avda. Manzanares             |
| 51    | Sol/Sevilla – Pza. Perú                    |
| 52    | Sevilla – Santamarca                       |
| 53    | Sol/Sevilla – Arturo Soria                 |
| 65    | Jacinto Benavente – Colonia Gran Capitán   |
| 74    | Pº Pintor Rosales – Parque de las Avenidas |
| 75    | Callao – Colonia Manzanares                |
| 133   | Callao – Mirasierra                        |
| 146   | Callao – Los Molinos                       |
| 147   | Callao – Barrio del Pilar                  |
| 148   | Callao – Puente de Vallecas                |
| 150   | Sol/Sevilla – Virgen del Cortijo           |
| 001   | Estación de Atocha - Moncloa               |
| 002   | Puerta de Toledo - Argüelles               |
| N16   | Cibeles – Avenida de la Peseta             |
| N18   | Cibeles – Las Águilas                      |
| N19   | Cibeles – Colonia San Ignacio de Loyola    |
| N20   | Cibeles – Pitis                            |
| N21   | Cibeles – Arroyo del Fresno                |
| N25   | Alonso Martínez – Villa de Vallecas        |
| N26   | Alonso Martínez – Aluche                   |
| M1    | Sol/Sevilla – Embajadores                  |
| M3    | Puerta de Toledo - Sol / Sevilla           |

## Comercio, ocio y turismo
En todo el barrio, pero sobre todo en la calle Preciados, hay una gran cantidad de tiendas de moda y centros comerciales: El Corte Inglés, FNAC, Casa del Libro, H&M y Zara, entre otros.
Existe la iglesia de Santa Cruz con su torre de la Atalaya de la Cruz. Más atractivos turísticos son la estatua de Carlos III situada en el centro de la plaza de la Puerta del Sol y la Plaza Mayor.